# Eurosis
Eurosis è il terzo album del gruppo spagnolo degli Ska-P, pubblicato nel 1998 dalla RCA.
Tra le tracce si segnala América Latina ¡¡libre!! che tratta delle sofferenze dei popoli latinoamericani oppressi, secondo le parole della canzone, dagli yankees imperialistas che li hanno costretti per decenni a dittature sanguinarie. La canzone, nella sua parte finale, elenca i maggiori paesi oggetto delle "attenzioni" statunitensi: (El Salvador, Argentina, Panama, Venezuela, Haiti, Uruguay, Honduras, Paraguay, Costa Rica, Repubblica Dominicana, Brasile), e chiede, con il forte grido che dà il titolo alla canzone, la libertà per l'America Latina.

## Tracce
1. Circo ibérico – 3:43
2. Villancico – 4:08
3. España va bien – 4:52
4. Paramilitar – 3:55
5. Simpático holgazán – 4:04
6. Kémalo – 3:05
7. Poder pa'l pueblo – 3:19
8. Juan sin tierra – 2:58
9. Kacikes – 3:17
10. América Latina ¡¡libre!! – 5:07
11. Al turrón – 3:48
12. Seguimos en pie – 5:53

## Formazione
- Pulpul (Roberto Gañan Ojea) - voce, chitarra
- Joxemi (Jose Miguel Redin Redin) - chitarra, voce
- Julio  (Julio Cesar Sanchez) - basso, voce
- Kogote (Alberto Javier Amado) - tastiere, voce
- Pako - batteria, percussioni
- Pipi (Ricardo Degaldo de la Obra) - voce, showman